# Diprotodontia
Diprotodontia reprezintă un ordin de marsupiale, precum cangurul și koala. Acestea sunt răspândite în Australia, Noua Guinee și Noua Zeelandă. Diprotodontii dispăruți includ Diprotodon de mărimea hipopotamului și Thylacoleo, așa-numitul „leu marsupial”.

## Caractere generale
Este alcătuită din marsupiale ierbivore. Diferențele dintre aceste marsupiale și altele sunt: 
- Al doilea și al treilea deget de la membrele inferioare sunt alungite, iar al cincilea deget de obicei lipsește;
- Au 2 incisivi alungiți.

## Clasificare
- Vombatiformes;
- Macropodiformes;
- Phalangeriformes.